# 口感

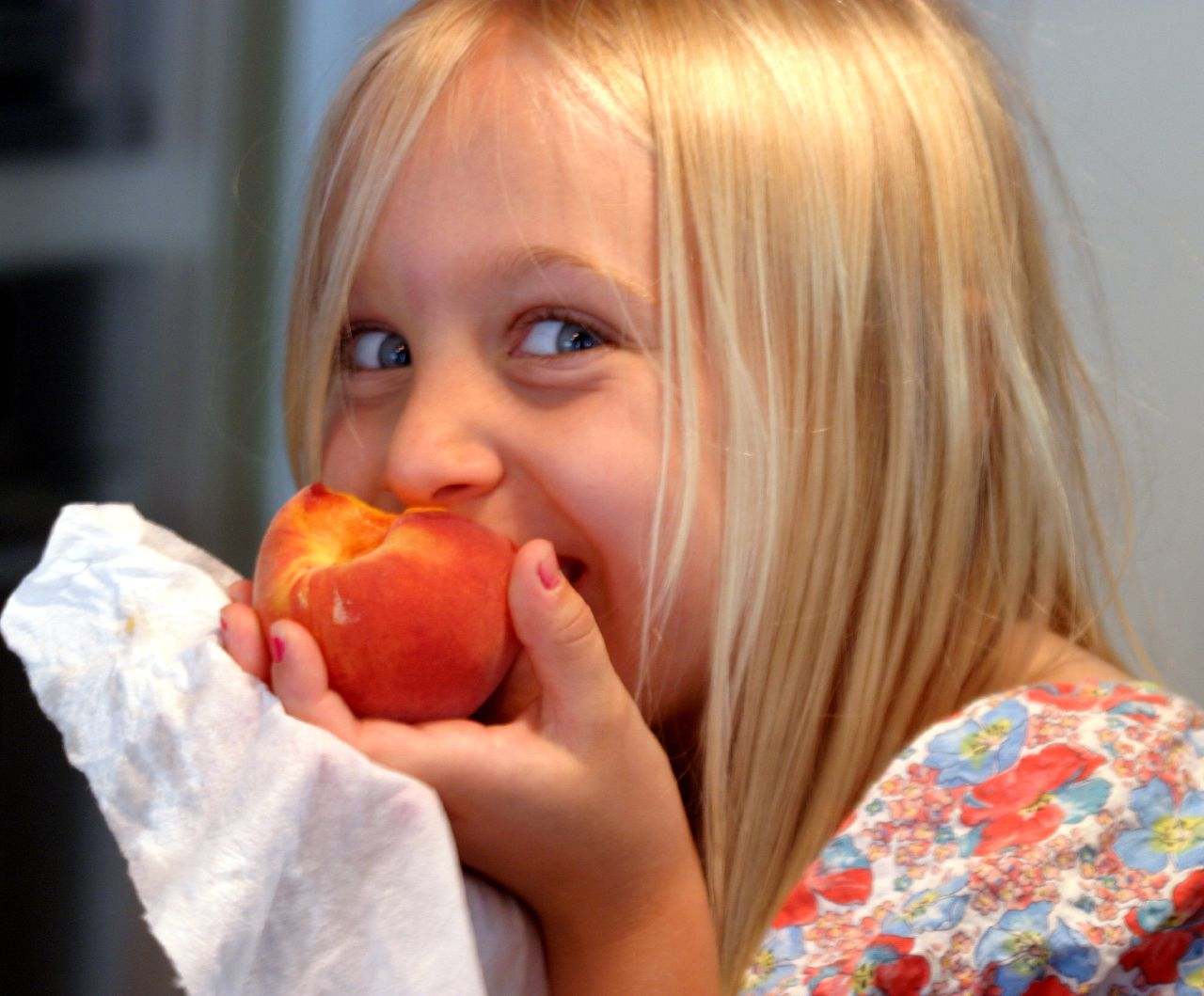
正在吃一颗新鲜的乔治亚州桃子的小女孩

口感 是指食物在口中发生物理或者化学方面的变化过程而产生的感觉，属于食品流变学领域的术语。这一概念在许多和食品测试评估人员有关的领域中被使用，例如品酒及食品流变学领域。所谓口感是从食物刚进入口腔中开始，到吃完以后的食后感觉为止，对所有的感觉进行评估。中间包括第一下咬下去的感觉，咀嚼及吞咽的感觉。以品酒为例，口感通常用一个酒对口部的大致感觉来修饰，例如冲、甜、涩以及唇齿留香等。然而在西方，某些人仍然坚持使用“质感”(Texture)。
口感通常会与食品的水分活度有关，例如：硬或脆的食品通常水活度较低，而软的食品则有中至高的水活度。

## 评估项目
- 聚合度：一块样品在口中用大牙咬但没有咬断前，崩解的程度。
- 密度：一块样品在口中用大牙完全咬断后，其截面的压缩程度。
- 干度：食品在口中感觉的干燥程度。
- 易碎度：使样品被压垮、破裂或者粉碎所需要的力量，易碎度对此包含这三种情况的考量。
- 颗粒度：一块样品所包含的细小颗粒的程度。
- 黏度：将半流质食品分解至可以下咽前，所需要的能量。
- 硬度：将样品分解至指定程度所需要的力量，例如用大牙咬碎或者用门牙咬断，或者用舌头和腭压缩一个样品。
- 重量：将样品第一次置于舌头上，获得的关于重量的感觉。
- 吸湿度：样品消耗唾液的程度。
- 出水率：样品释出水分的程度。
- 覆盖率：指咀嚼后覆盖口部的物质类型，及其覆盖程度。（例如脂肪及油）
- 滑度：指样品在舌头上滑动的程度。
- 顺滑度：指样品的块、点及小颗粒的存在程度（越少越顺滑）。
- 整体性：指样品的是否感觉为一个整体的程度。
- 咀嚼整体性：指样品在咀嚼时，其特性是否感觉为一个整体的程度。
- 咬整体性：指样品在用门牙咬时，其特性是否感觉为一个整体的程度。
- 粘稠度：指样品从舌头上流出一滴液体所需要的力量。
- 湿度：样品表面所感受到的潮湿程度。

## 更多阅读
- Dollase, Jürgen, Geschmacksschule [engl.: Tasting School], 2005 Tre Tori, Wiesbaden, Germany (ISBN 3937963200). 德语文本，由一位受尊重的食品评论家所写，覆盖了上述部分项目。
- Katz, E.E. and Labuza, T.P. (1981) Effect of water activity on the sensory crispness and mechanical deformation of snack food products. J. Food Sci. 46: 403–409